# بيت قاد
بيت قاد إحدى قرى محافظة جنين من قرى الضفة الغربية تقع على بعد 5 كم شرقي جنين. تطل على سهل مرج بن عامر، وهي ملتقى عدد من القرى مثل فقوعة وجلبون وديرغزالة وعربونة.

## ملتقى للقرى
بيت قاد ملتقى لعدة قرى مثل دير غزالة وفقوعة وجلبون ودير أبو ضعيف.
الموقع الجغرافي
تقع قرية بيت قاد إلى الشرق من مدينة جنين، وتبعد عنها نحو 5 كيلومترات. تتبع إداريًا لبلدية جنين، ويربطها طريق محلي بالطريق الرئيسي نابلس – جنين. تحيط بها مجموعة من القرى: دير غزالة وعربونة من الشمال، فقوعة من الشمال الشرقي، جلبون من الشرق، مدينة جنين من الغرب، ودير أبو ضعيف من الجنوب.

## الطبيعة والتضاريس
تتميّز بيت قاد بموقعها على هضبة تطل على سهل مرج ابن عامر، وهو من أخصب سهول فلسطين. هذا الموقع يمنح القرية إطلالة طبيعية جميلة، وبيئة مناسبة للزراعة.

## أصل التسمية
يرجّح أن اسم "بيت قاد" يعود إلى "بيت المقداد"، نسبة إلى الصحابي المقداد بن الأوس، مما يدل على البعد التاريخي والديني لاسم القرية.

## المساحة والزراعة
تبلغ المساحة العمرانية للقرية حوالي 350 مترًا، بينما تبلغ مساحة أراضيها الكلية نحو 2000 دونم. ويُزرع في هذه الأراضي أشجار مثمرة كـالزيتون واللوز، بالإضافة إلى الخضروات والبطيخ والشمام، ما يجعلها قرية زراعية بامتياز.
السكان والتطور السكاني
بلغ عدد سكان القرية عام 1922 نحو 199 نسمة، وارتفع إلى 290 نسمة عام 1945. بعد الاحتلال الإسرائيلي عام 1967، وصل عدد السكان إلى 439 نسمة، ثم ازداد إلى 756 نسمة في عام 1987. ويُظهر هذا النمو استمرار الحياة والتطور رغم التحديات.
الخدمات والتعليم
يوجد في القرية مدرسة ابتدائية مختلطة، في حين يُكمل الطلاب تعليمهم في مدارس مدينة جنين. أما من حيث الخدمات، فلا توجد شبكة كهرباء مركزية، ويعتمد السكان على مولدات كهربائية خاصة تعمل في الليل. كما أن القرية تفتقر إلى باقي الخدمات الأساسية.

## خدمات القرية
- يوجد بالقرية كافة الخدمات الضرورية الكهرباء
- خطوط الهاتف
- شوارع معبدة
- مدارس حتى المراحل الاعدادية لكلا الجنسين
- جامع عمري في بيت قاد الجنوبية.
- مركز شرطة
- بلدية مرج بن عامر
- صالة مرج بن عامر الرياضية
- قاعة بيت قاد للنشاطات
- مضمار للسباق الخيل

- بيت قاد الجنوبي هي من أقدم القرى في فلسطين وبها اثار تدل على العصر القديم البيزنطي والرواني والبرونزي
-بيت قاد الشمالي اسست بعد النكبة سنة 1952 ومعظم اهالي هذه القرية من القرى المهجرة مثل زرعين ونورس وخربة المنسي
- يوجد بالقرب من قرية بيت قاد مخفر شرطة قديم على زمن الحكومة الأردنية.
كما ويوجد خنادق للجيش الأردني الذي قاوم الاحتلال الإسرائيلي سنة 1967

## وصلات خارجية
- فلسطين في الذاكرة/ بيت قاد